# Øster Tørslev Sogn
Øster Tørslev Sogn er et sogn i Randers Nordre Provsti (Århus Stift).
Øster Tørslev Sogn hørte til Gjerlev Herred i Randers Amt. Øster Tørslev sognekommune blev ved kommunalreformen i 1970 indlemmet i Nørhald Kommune, som ved strukturreformen i 2007 indgik i Randers Kommune.
I Øster Tørslev Sogn ligger Øster Tørslev Kirke.
I sognet findes følgende autoriserede stednavne:
- Hvilhuse (bebyggelse)
- Ilshøj (bebyggelse, ejerlav)
- Knejsted (bebyggelse, ejerlav)
- Knæhøj (areal)
- Kragegårde (bebyggelse)
- Kraghgårdene (bebyggelse)
- Nørrekær (areal)
- Sønderkær (areal)
- Tørring (bebyggelse, ejerlav)
- Tørring Kær (bebyggelse)
- Øster Tørslev (bebyggelse, ejerlav)
- Øster Tørslev Kær (areal)
- Øster Tørslev Mark (bebyggelse)